# Metal Gear Solid (фильм)
«Metal Gear Solid» — предстоящий художественный фильм, основанный на игровой серии игр Metal Gear. Режиссёром выступит Джордан Вот-Робертс, известный массовому зрителю по фильму «Конг: Остров черепа».

## История создания
Первые новости об экранизации знаменитой серии игр появились ещё в 2006 году, тогда Хидео Кодзима объявил о разработке художественного фильма. Съёмки должны были состояться на Аляске, а Дэвид Хейтер (голос Солида Снейка) должен был быть в роли консультанта фильма. Дата выхода фильма в прокат на тот момент оставалась неизвестной.
В августе 2012 года на 25-ю годовщину серии Metal Gear, Хидео Кодзима объявил, что компания Arad Productions, принадлежащая братьям Арад, совместно с Columbia Pictures будет заниматься производством фильма, а дистрибьютором выступит компания Sony Pictures Releasing.
В своё время сообщалось о разных кандидатурах в режиссёры, среди которых были Пол Томас Андерсон и Уве Болл. В 2014 году к проекту подключился режиссёр Джордан Вот-Робертс. В июле 2018 года он сообщил, что сценарий фильма готов.
В декабре 2020 года было объявлено, что Оскар Айзек исполнит главную роль в фильме.